# بيير بيرنبوم
بيير بيرنبوم (بالفرنسية: Pierre Birnbaum)‏ هو عالم اجتماع ومؤرخ فرنسي، ولد في 19 يوليو 1940 في لورد في فرنسا.